# Йоона Тойвіо
Йоона Тойвіо (фін. Joona Toivio, нар. 10 березня 1988, Сіпоо) — фінський футболіст, захисник клубу ГІК.

## Клубна кар'єра
У дорослому футболі дебютував 2007 року у команді клубу АЗ, в якій не зіграв жодного матчу, будучи переданим в оренду клубу «Телстар», де провів три сезони, взявши участь у 47 матчах чемпіонату.
Своєю грою за останню команду привернув увагу представників тренерського штабу клубу «Юргорден», до складу якого приєднався 2010 року. Відіграв за команду з Стокгольма наступні два сезони своєї ігрової кар'єри. Більшість часу, проведеного у складі «Юргордена», був основним гравцем захисту команди.
До складу клубу «Молде» приєднався 2013 року. Наразі встиг відіграти за команду з Молде 5 матчів в національному чемпіонаті.

## Виступи за збірні
Протягом 2008-2009 років залучався до складу молодіжної збірної Фінляндії. На молодіжному рівні зіграв у 10 офіційних матчах, брав участь у чемпіонаті Європи з футболу (2009).
2009 року дебютував в офіційних матчах у складі національної збірної Фінляндії. Наразі провів у формі головної команди країни 78 матчів, забивши 3 голи.

## Досягнення
- Чемпіон Норвегії (1):

«Молде»: 2014
- Володар Кубка Норвегії (2):

«Молде»: 2013, 2014
- Володар Кубка Швеції (1):

«Геккен»: 2018-19
- Чемпіон Фінляндії (1):

ГІК: 2022
- Володар Кубка фінської ліги (1):

ГІК: 2023